# Ꭴ
Cette page contient des caractères spéciaux ou non latins. S’ils s’affichent mal (▯, ?, etc.), consultez la page d’aide Unicode.
Ꭴ (minuscule ꭴ), appelé u, est une lettre du syllabaire cherokee.

## Représentations informatiques
Le u peut être représenté avec les caractères Unicode (cherokee, supplément cherokee) suivants, :
| lettres   | représentations | chaînes de caractères | points de code | descriptions                |
| --------- | --------------- | --------------------- | -------------- | --------------------------- |
| majuscule | Ꭴ               | Ꭴ                     | U+13A4         | lettre cherokee u           |
| minuscule | ꭴ               | ꭴ                     | U+AB74         | lettre minuscule cherokee u |